# Le'Bryan Nash
Le'Bryan Nash (Dallas, Texas, 30 de junio de 1992) es un baloncestista estadounidense. Con 2,03 metros de estatura, juega en la posición de alero.

## Trayectoria deportiva

### Universidad
Después de participar en el prestigioso McDonald's All-American Game en 2011, jugó durante cuatro temporadas con los Cowboys de la Universidad Estatal de Oklahoma, en las que promedió 14,6 puntos, 5,1 rebotes y 1,7 asistencias por partido. En su primera temporada fue elegido Freshman del Año de la Big 12 Conference y ya en la última incluido en el segundo mejor quinteto de la conferencia.

### Profesional
Tras no ser elegido en el Draft de la NBA de 2015, fichó por los Fukushima Firebonds de la Bj league japonesa, donde acabó siendo el máximo anotador de la competición, promediando 26,8 puntos por partido. Empezó su carrera profesional de forma fulgurante, anotando 30 o más puntos en los cuatro primeros partidos, y yéndose a los 47 en el quinto. Fue elegido MVP del All-Star Game e incluido en el mejor quinteto de la liga.
El 22 de octubre de 2016 fichó por los Houston Rockets para asignarlo a los Rio Grande Valley Vipers de la NBA D-League como jugador afiliado.
El 12 de diciembre de 2020, firma por el Sendai 89ers de la B.League, tras comenzar la temporada 2020-21 en las filas del Maccabi Haifa B.C. de la Ligat Winner en la que promediaría 14,5 puntos por partido.
Acabada su experiencia en Japón, Nash retornó a su país donde jugó en la Pro Basketball Association, antes de actuar en la Liga Nacional de Baloncesto de República Dominicana con los Cañeros del Este y en la Liga Nacional de Baloncesto Profesional de México con los Plateros de Fresnillo. En el primer semestre de 2023 tuvo un paso por el equipo uruguayo Urupan, retornando en el mes de abril a Peñarol de Mar del Plata de la LNB de Argentina para disputar los playoffs del campeonato.

### Selección nacional
Fue convocado por la selección de Estados Unidos para disputar el Campeonato FIBA Américas Sub-18 de 2010 que se celebró en San Antonio (Texas), en el que consiguieron la medalla de oro. Nash promedió 9,0 puntos y 3,3 rebotes por partido.